# روبرت كوبر (سياسي)
روبرت كوبر هو دبلوماسي وسياسي بريطاني، ولد في 28 أغسطس عام 1947 في برنتوود ‏ في المملكة المتحدة.